# 防長減封
防長減封（ぼうちょうげんぽう）は、関ヶ原の戦いの戦後処理により、毛利氏が周防・長門の二ヶ国に減封されたことを指す。これにより、毛利氏は領地の石高を4分の1にまで削減された。

## 経過

### 関ヶ原本戦での敗北・毛利輝元の大坂城退去

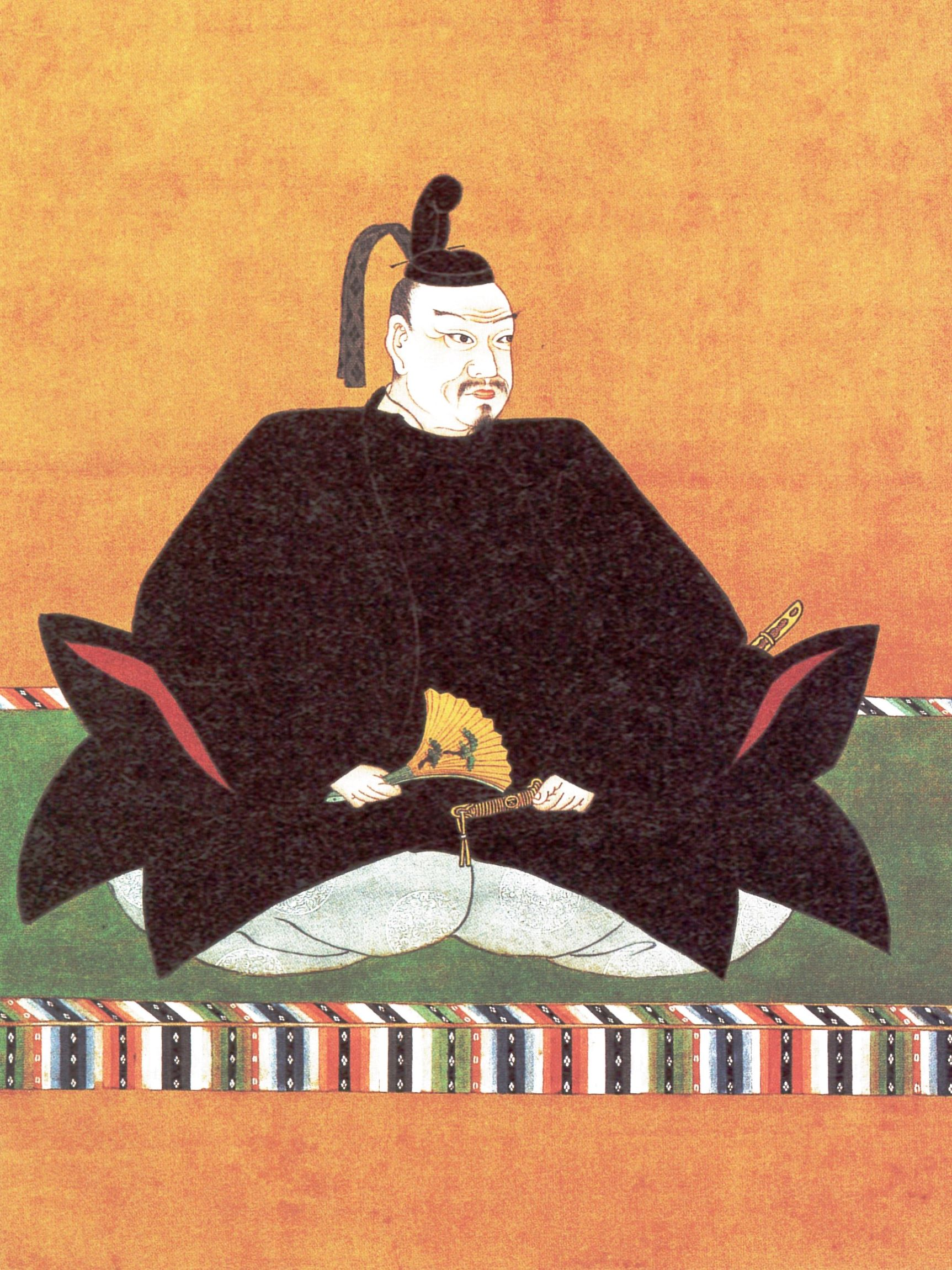
毛利輝元

関ヶ原の戦いにおいて、西軍総大将・毛利輝元は東軍を率いる徳川家康に対抗し、自身は主君・豊臣秀頼とともに大坂城に留まりながらも、毛利秀元らが率いる軍勢を関ヶ原に向かわせた。また、輝元は西国の統治者を自負していたため、東軍の諸将が領する四国や九州の諸国への侵攻を並行して行った。
一方、西軍が負けると判断していた吉川広家は黒田長政を通じて、毛利勢の本戦不参加を条件に、毛利氏の所領安堵などの交渉を行った。そして、9月14日に広家や家老の福原広俊が毛利氏の証としての人質を徳川方に差し出し、徳川方の本多忠勝や井伊直政は両人に対し、「家康が輝元を疎かにしないこと、領国をすべて安堵すること」を約束した起請文を提出している。このとき、広家は毛利氏の諸将と協議せず、密約を結んだといわれている。
9月15日、関ヶ原で西軍と東軍が激突したが、吉川広家や小早川秀秋らの裏切りで西軍は敗北し、戦いは一日で終結した。南宮山に布陣していた毛利の大軍勢は、東軍と一戦も交えることができず、大坂に向けて撤退した。関ヶ原で激戦を繰り広げた東軍には、無傷で退却する毛利勢を攻撃する余力はなかった。
西軍の敗退後、秀元や立花宗茂、島津義弘らは大坂城で籠城して戦い、家康に一矢報いるべきだと主張した。輝元には秀頼を擁して、大坂城で籠城して戦うという選択肢が残されていた。また、大坂には無傷で帰還した毛利勢や、本戦に参加しなかった軍勢も多数存在した。無傷のまま温存された毛利勢は、合戦で疲弊した東軍にとって大きな脅威であった。家康としては、輝元が秀頼を奉じて大坂城に籠城し、抵抗を続けることを恐れており、輝元を城から退去させる必要に迫られた。
そのため、家康は輝元に対して、9月17日に両者の良好な関係を望むとの書状を送り、大坂城からの退去を促した。輝元もまた、9月19日に家康に返書を送り、所領安堵に関してどうなるかを聞いている。9月22日付の起請文では、輝元が所領安堵を条件に、大坂城西の丸からの退去する旨を記している。
そして、9月25日に輝元は所領安堵の起請文を受け取ると、秀元らの主戦論を押し切り、大坂城西の丸から退去し、木津の毛利屋敷に入った。

### 防長二国への減封
9月27日、輝元と入れ替わる形で、家康が大坂城西の丸に入城した。また、9月30日には、輝元は福島正則と黒田長政より、家康から身上保証が約束されている承認している旨を告げられた。だが、家康の大坂城入城後、輝元の花押が押された書状が多数押収され、輝元が西軍と関わりないとの広家の弁解とは異なり、実際には総大将として西軍を指揮していたことが明らかとなった。
10月2日、家康は広家の説明が事実ではなかったことを理由として、輝元と交わした所領安堵の約束を反故にし、「毛利氏は改易し、領地は全て没収する」とした。そして、家康は輝元を改易した上で、改めて広家に周防・長門の2ヶ国を与えて、毛利氏の家督を継がせようとした。
しかし、広家は本家を見捨てることができず、10月3日に輝元が西軍の首謀者でないことを改めて弁解するとともに、周防・長門2ヶ国は輝元に与えるよう嘆願した。井伊直政もまた、家康に起請文を破ることへの不義を訴えたため、家康も輝元の処遇を考え直した。
10月10日、家康の命により、毛利氏の所領は山陽・山陰8ヶ国の120万5千石から周防・長門2ヶ国の29万8千石に減封され、輝元が保持していた祖父以来の領地も多くが失われた。結局、輝元が隠居することにより、輝元の嫡子・秀就が周防・長門2ヶ国を安堵される形で決着し、毛利氏の改易は避けられた。
輝元は大坂城という絶好の拠点を手放したために、所領安堵を反故にされても、家康に対して強硬的な態度を取ることが不可能になり、減封の処分を受け入れざるを得なかった。輝元が所領安堵を取り消されて減封された理由は、家康の大坂城入城後に輝元の西軍への積極的関与、四国・九州への侵攻の事実が明らかになったからということであったが、家康はそれらの事実を関ヶ原の合戦前から知っていたと考えられており、減封は既定路線であった。

## 減封後
防長減封後、輝元の領していた安芸、および備後の二ヶ国50万石は、東軍の勝利に大きく貢献した福島正則に与えられた。その居城となる広島城は輝元の本城であり、敵軍総大将の居城が恩賞として与えられたということは、正則が関ヶ原の戦いにおける功績第一と評価されたことを意味していた。
領国を防長二国に減封されたことにより、輝元は財政難や家中統制に悩まされることとなった。だが、輝元は内政面では優れた能力を見せ、その危機を見事に切り抜けて、のちに明治維新を主導する雄藩となる長州藩の礎を築き上げた。
他方、領地を大幅に減封された毛利氏の徳川氏（江戸幕府）に対する恨みは凄まじく、江戸時代を通して、毎年元日には幕府を呪う儀式を行い続けたという。